# Jiulong (köpinghuvudort i Kina, Jiangsu Sheng, lat 32,49, long 119,84)
Jiulong (kinesiska: 九龙, 九龙镇) är en köpinghuvudort i Kina. Den ligger i provinsen Jiangsu, i den östra delen av landet, omkring 110 kilometer nordost om provinshuvudstaden Nanjing. Antalet invånare är 31 861. Befolkningen består av 15 542 kvinnor och 16 319 män. Barn under 15 år utgör 11,0 %, vuxna 15-64 år 77 %, och äldre över 65 år 11,0 %.
Runt Jiulong är det tätbefolkat, med 849 invånare per kvadratkilometer. Närmaste större samhälle är Taizhou, 6,1 km öster om Jiulong. Trakten runt Jiulong består till största delen av jordbruksmark.
Genomsnittlig årsnederbörd är 1 302 millimeter. Den regnigaste månaden är juli, med i genomsnitt 255 mm nederbörd, och den torraste är januari, med 30 mm nederbörd.